# Каплан, Джонатан
Джо́натан Капла́н (англ. Jonathan Kaplan; 25 ноября 1947, Париж — 1 августа 2025, Лос-Анджелес, Калифорния) — американский кинорежиссёр, продюсер, сценарист и монтажёр.

## Биография
Родился в Париже, Франция в семье композитора Сола Каплана и актрисы Фрэнсис Хефлин; племянник актёра Вана Хефлина. С раннего детства играл в театральных постановках, в том числе в Бродвейской «The Dark at the Top of the Stairs». Закончил Чикагский университет и киношколу при Университете Нью-Йорка, где снял первый короткометражный фильм, победивший в национальном кинофестивале студентов. В 1972 году получил приглашение в Голливуд. Снял более 30 фильмов.
Среди работ Каплана — музыкальный видеоклип Рода Стюарта для конкурса «Infatuation» в 1984 году.

## Личная жизнь и смерть
У Каплана была дочь Молли. Умер от рака печени в своём доме в Лос-Анджелесе 1 августа 2025 года в возрасте 77 лет.

## Фильмография
- 1972 — «Ночной звонок медсестре» (англ. «Night Call Nurses»)
- 1973 — «Студентки-практикантки» (англ. «The Student Teachers»)
- 1973 — «Трущобы» (англ. «The Slams»)
- 1974 — «Трак Тёрнер» (англ. «Truck Turner»). В ролях: Айзек Хейз и Яфет Котто.
- 1975 — «Лихорадка на белой полосе» (англ. «White Line Fever »). В ролях: Ян-Майкл Винсент, Дик Миллер, Мартин Коув.
- 1977 — «Мистер Миллиард» (англ. «Mr. Billion»). В ролях: Теренс Хилл, Валери Перрин.
- 1979 — «Через край» (англ. «Over the Edge»). В ролях: Михаэль Эрик Крамер, Памела Людвиг, Мэтт Диллон.
- 1972 — «Сердце, как колесо» (англ. «Heart Like a Wheel»)
- 1987 — «Проект Икс» (англ. «Project X»). В ролях: Мэтью Бродерик, Хелен Хант, Уильям Сэдлер, Стивен Лэнг, Дэниел Робук.
- 1988 — «Обвиняемые» (англ. «The Accused») в главной роли Джоди Фостер, Келли МакГиллис.
- 1989 — «Узы родства» (англ. «Immediate Family»). В ролях Джеймс Вудс, Гленн Клоуз, Мэри Стюарт Мастерсон и Кевин Диллон.
- 1992 — «Незаконное проникновение» (англ. «Unlawful Entry»). В ролях Курт Рассел, Рэй Лиотта и Мадлен Стоу.
- 1992 — «Поле любви» (англ. «Love Field»). В ролях Мишель Пфайффер, Деннис Хэйсберт.
- 1994 — «Плохие девчонки» (англ. «Bad Girls»). В ролях Мадлен Стоу, Мэри Стюарт Мастерсон, Энди Макдауэлл и Дрю Бэрримор
- 1994 — «Девочка из исправительной колонии» (англ. «Reform School Girl»). В ролях: Мэтт ЛеБлан.
- 1997—2005 — «Скорая помощь» (англ. «ER», продюсер и режиссёр — 40 эпизодов). В ролях: Энтони Эдвардс, Джордж Клуни[9]
- 1999 — «Разрушенный дворец» (англ. «Brokedown Palace»). В ролях Клер Дэйнс, Кейт Бекинсэйл и Билл Пуллман.
- 2005—2009 — «Без следа» (англ. «Without a Trace», исполнительный продюсер — 66 эпизодов, режиссёр — 9 эпизодов).

## Награды
- Джоди Фостер за роль в фильме Д. Каплана «Обвиняемые» (англ. «The Accused», 1988 год) получила первый Оскар за лучшую женскую роль.
- Этот фильм также был номинирован на «Золотого медведя» на 39-м Берлинском международном кинофестивале[10][11].
- Д. Каплан пять раз номинировался на «Эмми» в качестве режиссёра и продюсера телесериала «Скорая помощь».